# اسون لاستا
اسون لاستا (انگلیسی: Sven Lasta؛ ۱۸ آوریل ۱۹۲۵ – ۱۵ اوت ۱۹۹۶) یک هنرپیشه بود. وی بین سال‌های ۱۹۶۴ تا ۱۹۹۱ میلادی فعالیت می‌کرد.
وی بازیگر فیلم‌هایی همچون روز پنجم صلح بوده است، لاستا برنده جایزه بهترین بازیگر مرد جشنواره فیلم پولا در سال ۱۹۹۲ شده است